# Chun Gang-hoon
Chun Gang-hoon (* 28. Juni 1982 in der Provinz Jeollabuk-do, Südkorea) ist ein südkoreanischer Biathlet.
Chun Gang-hoon gab sein internationales Debüt bei den Sommerbiathlon-Weltmeisterschaften 2009 in Oberhof. Bei den Wettkämpfen im Crosslauf belegte er die Ränge 53 im Sprint sowie 46 in der Verfolgung, auf Skirollern verpasste er als 62. das Verfolgungsrennen um zwei Plätze. Zu Beginn der Saison 2009/10 folgte das Debüt auf Schnee im IBU-Cup in Idre. In Schweden erreichte er in seinem ersten Sprintrennen Platz 140, im folgenden Rennen wurde er 119. und erreichte damit sein bislang bestes Resultat in dieser Rennserie.